# Șerpar cu coadă albă
Șerparul cu coadă albă (Circaetus cinerascens) este o pasăre răpitoare africană gri-maroniu, cu coada scurtă și capul mare. Trăiește în păduri, în special de-a lungul râurilor, dar evită pădurile dense.